# Sagitta (zweefvliegtuig)
De Sagitta is een Nederlands in houtbouw uitgevoerd standaardklasse zweefvliegtuig uit 1960. Het eenzitter vliegtuig is ontworpen door de Piet Alsema in de periode 1957-1961 en werd gebouwd door de N.V. Vliegtuigbouw.

## Geschiedenis
De Sagitta kreeg haar bewijs van luchtwaardigheid in 1961, na drie jaar van planning en research. Het eerste prototype met registratie PH-266 vloog in 1960 vanaf Teuge. De Sagitta is een opmerkelijk modern ogend prestatie zweefvliegtuig met eigenschappen als automatische roeraansluitingen bij montage en een naar achteren schuivende cockpit die ook in vlucht in diverse standen was te openen. 
Er zijn in totaal 21 Sagitta's gebouwd (hoewel andere bronnen spreken van twintig stuks) waarvan er wereldwijd nog slechts zeven in luchtwaardige toestand zijn, waarvan vier in Nederland. Het Nationaal Luchtvaart Themapark Aviodrome heeft een Sagitta in de collectie. De Vereniging Historische Zweefvliegtuigen heeft een overzicht van alle vier in Nederland gestationeerde Sagitta's.